# Les Champs-de-Losque

Les Champs-de-Losque este o comună în departamentul Manche, Franța. În 1 ianuarie 2018 avea o populație de 201 de locuitori.